# Świemino
Świemino (do 1945 niem. Schwemmin) – wieś w Polsce położona w województwie zachodniopomorskim, w powiecie koszalińskim, w gminie Biesiekierz.
Według danych z 31 grudnia 2008 r. wieś miała 260 mieszkańców.
Do XVII wieku osada rolnicza Świemino była folwarkiem wchodzącym w skład majątku w Parsowie. Po śmierci Wawrzyńca, ostatniego potomka z rodu von Parsow, majątek przeszedł na własność rodu pomorskiego von Heydebreck. W II połowie XIX wieku majątek należał do starosty Koszalina von Gerlach-Parsow. Po II wojnie światowej majątek upaństwowiono.
Za wsią znajduje się poniemiecki cmentarz.
Obecnie Świemino jest wsią o charakterze rolniczo-turystycznym. Kompleksy leśne, tereny przyrodniczo cenne i obecność wód stwarzają warunki do rozwoju turystyki kwalifikowanej i agroturystyki.
Wzdłuż drogi do Koszalina znajduje się pomnik przyrody – aleja dębów szypułkowych obejmująca 16 drzew o obwodzie 180-620 cm.
We wsi znajduje się zespół pałacowo-parkowy:
- pałac z pocz. XIX w.;
- park krajobrazowy z pierwszej poł. XIX w. o pow. 6 ha.

Obecnie na terenie wsi znajduje się szkoła podstawowa, filia biblioteki oraz świetlica wiejska. Organizowane są tu przedsięwzięcia kulturalne, szkolenia i spotkania mieszkańców.